# Victor Maia

## Introdução
Victor Maia (Santa Maria de Avioso, 26 de maio de 1926 – Nogueira da Maia, 30 de outubro de 2019 (93 anos)) foi um escultor português. Especializado na arte de trabalhar o marfim, a partir de determinada altura, e dada a sua especialização, era conhecido pela designação de Maia dos Marfins. Aqui fica o regista da vida e da obra daquele que pode ser considerado o último artífice da dinastia dos Maias, a maior dinastia dos denominados Santeiros da Maia.

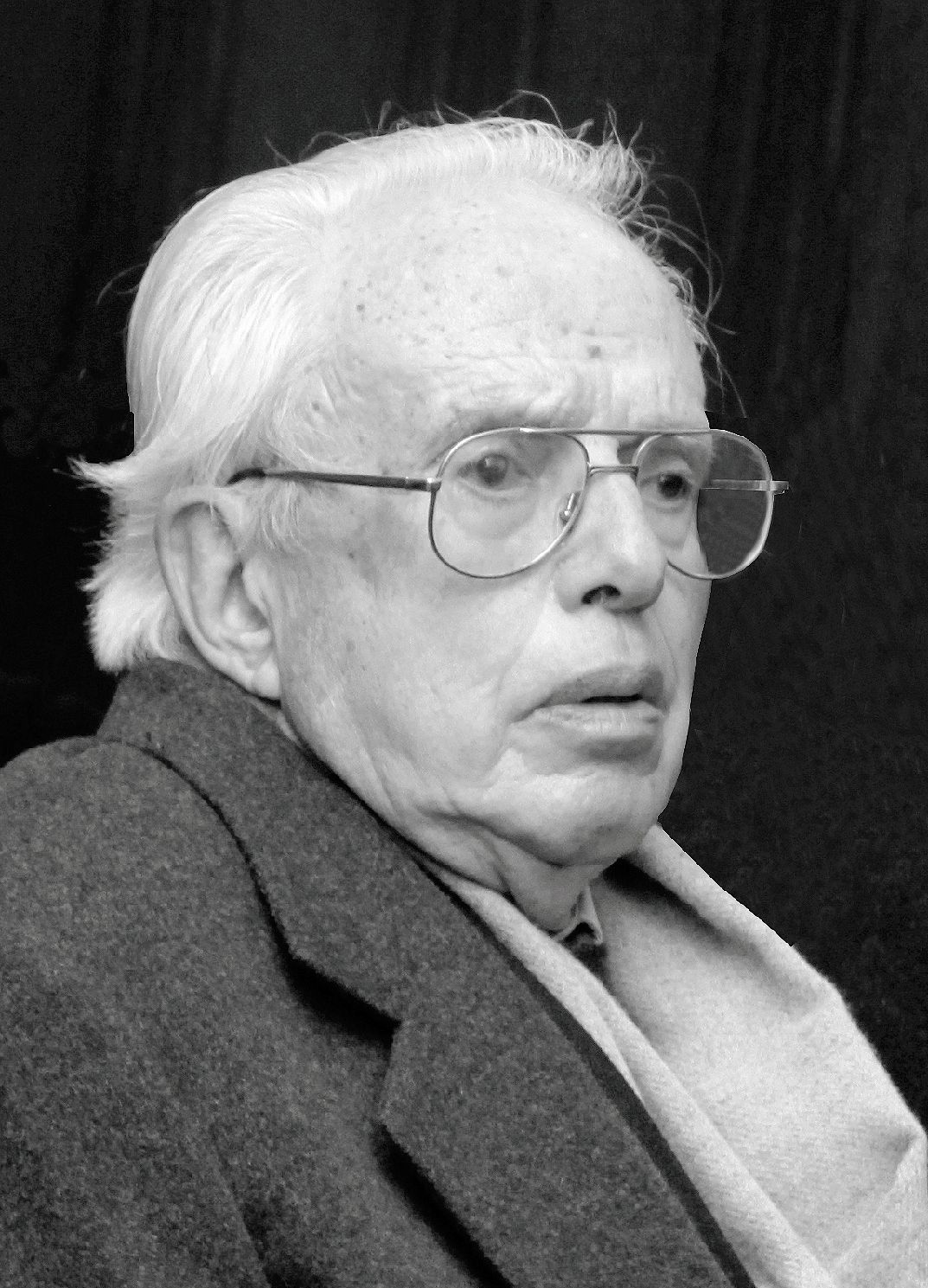
Victor Ferreira Maia (1926-2019)

## Biografia

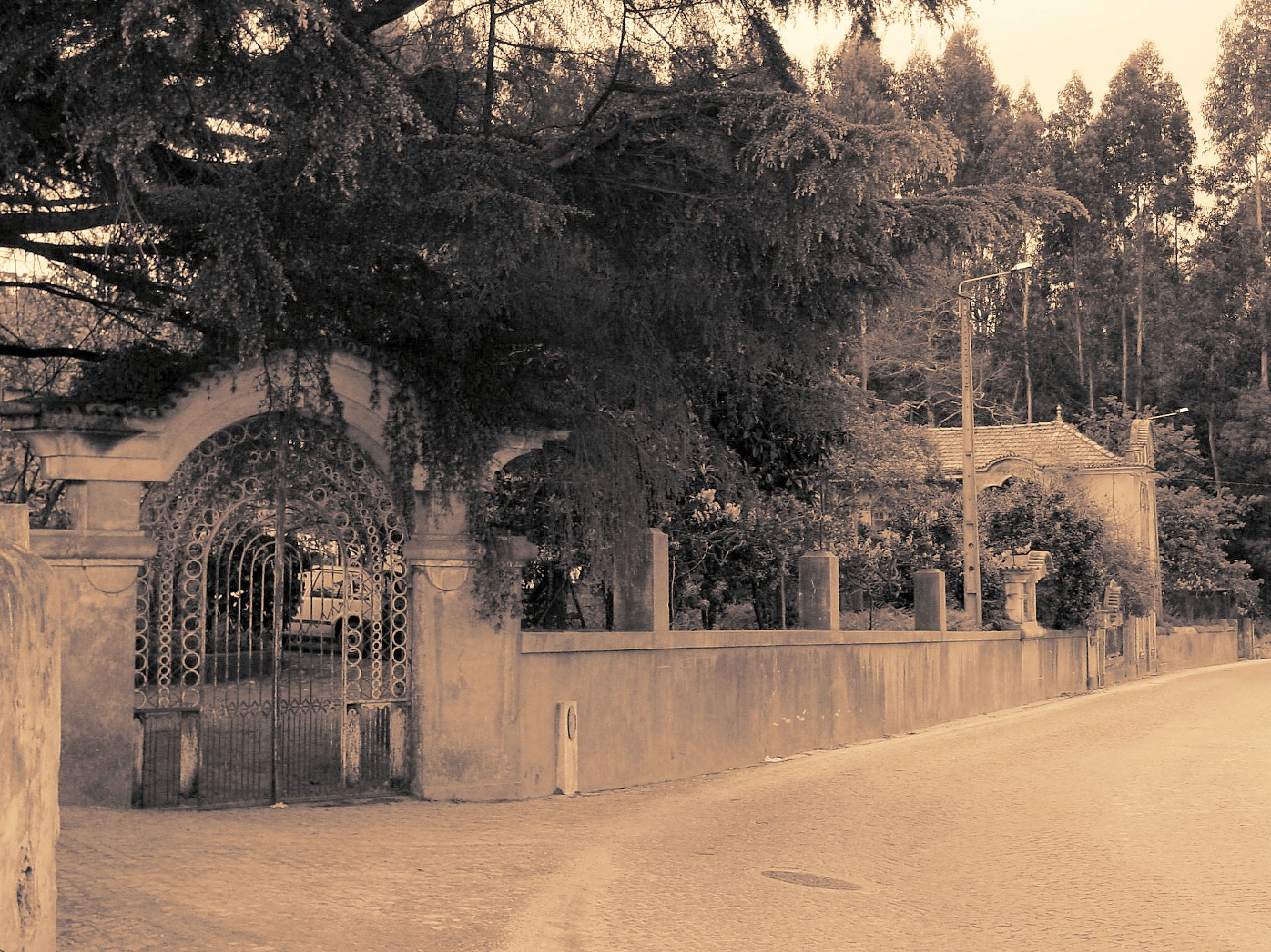
Quinta das Maias - Perspetiva de 2006

Victor Ferreira Maia nasceu a 28 de maio de 1926, no Lugar de Cidadelha da freguesia de Santa Maria de Avioso, no Concelho da Maia. Foi o terceiro dos oito filhos de Isabel Ferreira e Amálio Maia. Victor Ferreira Maia foi o primeiro filho do casal a nascer na Quinta das Maias, palacete abrasileirado construído pelo pai, num terreno por si adquirido enquanto era ainda solteiro. 
Era neto paterno de Joaquim de Sousa Oliveira Maia, escultor, e de Joaquina da Conceição e Sousa, costureira, e neto materno de Manuel Joaquim Ferreira, pedreiro, e de Maria Clara de Jesus, doméstica.
Entre as brincadeiras de rua, ao futebol com bolas de trapos e idas aos ninhos, os anos foram passando. Com oito anos já feitos, o Victor ingressa na escola primária. Naquela altura, devido às reformas de Cordeiro Ramos, o ensino primário estava reduzido ao Ensino Primário Elementar, dos 7 aos 11 anos, formado por quatro classes e dividido em dois graus: o primeiro grau, que concluía o ensino obrigatório, era formado pelas três primeiras classes e um exame final; aqui se ministrava a verdadeira base do ensino primário, isto é, ler, escrever e contar corretamente; o segundo grau era constituído apenas pela 4.ª classe, também com um exame final.
A escola frequentada, talvez por ser a mais próxima de casa, foi a escola do Outeiro, que o Victor frequentou apenas durante um ano. Na altura, a professora era uma senhora de nome Rosa Amarante. No ano seguinte, transita para a escola de S. José, no Lugar de Vila, em S. Mamede do Coronado, novamente para a 1.ª classe.
Diariamente, e a maior parte das vezes descalço, já que eram tempos difíceis, o Victor, sacola à tiracolo e fisga no bolso, percorria a pé sensivelmente dois quilómetros. Os amigos da altura e que muitas vezes o acompanhavam, eram o Artur do Conde, o Quim Zenha, o Cláudio do Moutinho, o Agostinho Ramos e o Gusto do Bento, entre outros. À semelhança de outras crianças da sua idade, que não estavam habituadas a estarem fechadas o dia inteiro, o Victor muitas vezes esquecia-se da escola e ia passear pelos pinhais e pelos campos, caçando pássaros e procurando ninhos. Já nesse tempo, a caça e os pássaros constituíam um verdadeiro fascínio. Como reprovou no exame final do primeiro grau, sendo obrigado a repetir a 3.ª classe, o Victor acabaria por terminar o segundo grau, ou seja, a quarta classe, já com 14 anos feitos.
Terminada a escola primária, o Victor ingressa no mundo do trabalho, aprendendo a arte de santeiro na oficina Maias & Irmãos, da qual o pai era proprietário.
Durante uma das frequentes rondas pelas romarias do concelho, em 1952, na festa ao S. Frutuoso em Folgosa, Maia, o Victor conheceu Odília, uma jovem bonita, simpática e vistosa. A empatia foi mútua e, de tal forma que, rendido aos encantos da donzela, o Vítor logo se prontificou a acompanhá-la até bem perto da sua residência, uma vez que ela não tinha autorização para namorar à porta. O Victor tinha nesta altura vinte e seis anos e a Odília dezassete.
Odília Moreira da Silva nasceu a 22 de maio de 1935, sendo filha única de Joaquim da Silva Moutinho e de Ana Rosa Moreira da Silva, casal de comerciantes da antiga freguesia de Nogueira da Maia, bastante conhecido e respeitado. Apesar das suas origens humildes, este casal, esforçado e trabalhador, foi subindo na vida, adquirindo um estatuto socioeconómico que permitiu que a Odília se tornasse numa menina prendada, a quem nada faltava.

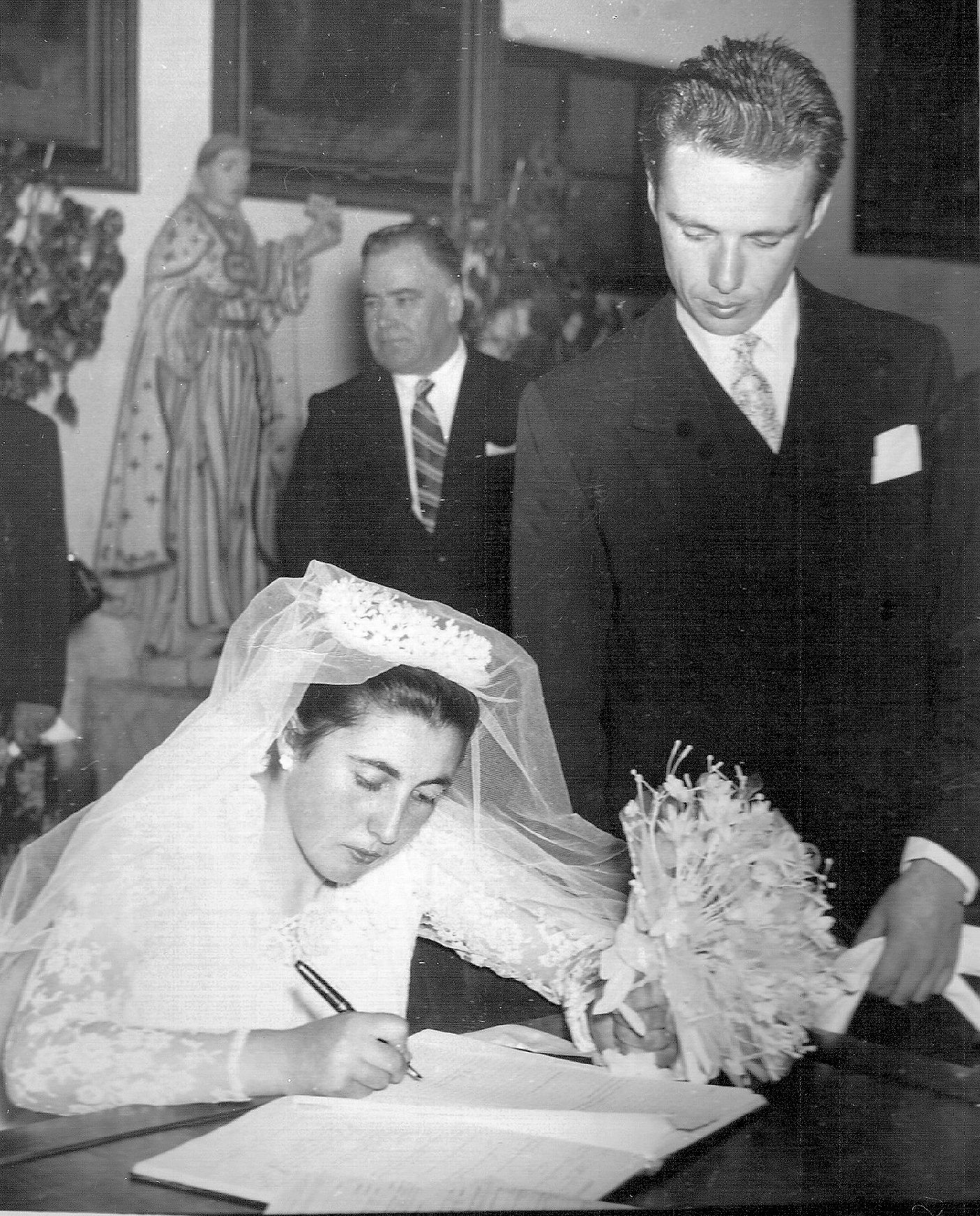
A 13 de outubro de 1956, Victor Ferreira Maia casou com Odília Moreira da Silva, tendo a cerimónia ocorrido na igreja da Santa Rita, em Ermesinde.

A 13 de outubro de 1956, Victor Ferreira Maia casou com Odília Moreira da Silva, tendo a cerimónia ocorrido na igreja da Santa Rita, em Ermesinde. Foram padrinhos de casamento Rosa Moreira da Silva e Manuel Moreira da Silva, ambos irmãos da mãe da noiva. Após o casamento, o Victor muda-se para Nogueira, inicialmente em casa dos sogros e, a partir de 1974, para habitação própria. O casal teve dois filhos: Ana Maria da Silva Maia, nascida a 6 de setembro de 1957 e Vítor Manuel da Silva Maia, nascido a 12 de maio de 1959.
Victor Ferreira Maia faleceu no dia 30 de outubro de 2019, na sua residência, na antiga freguesia de Nogueira da Maia. O seu corpo foi sepultado no cemitério local, em jazigo de família.

## A Aprendizagem do Ofício

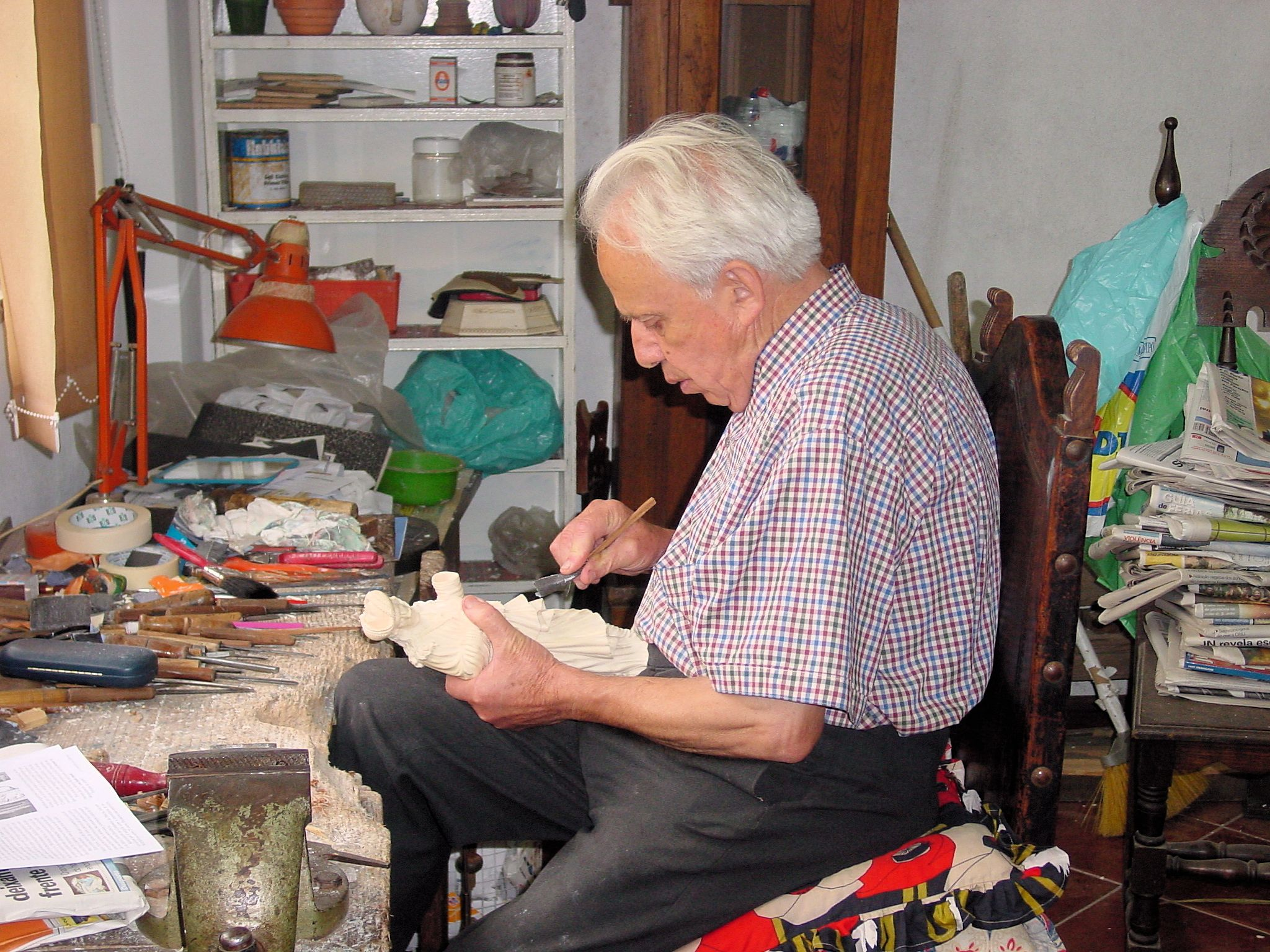
Victor Maia trabalhando na sua oficina. Foto de 2006.

A aprendizagem da arte de santeiro não era um processo fácil. Muito pelo contrário! Era um processo longo e penoso, que demorava de quatro a cinco anos e que dependia muito da organização da oficina e da maior ou menor atenção que o Mestre dedicava ao pupilo. Ao entrar na oficina, ao pupilo era atribuída a categoria de aprendiz, começando o mesmo por aprender o nome das ferramentas, a técnica de preparar a cola e, ainda, de afiar as goivas e os formões, em pedras de xisto que existiam para esse efeito. Mais ou menos durante dois anos, o aprendiz ia começando por grosar e lixar algumas imagens, sob a orientação de alguém mais experiente, e ajudando na serração dos enormes toros de madeira para as imagens. Mais tarde, já lhe seriam atribuídos alguns trabalhos delicados, como a execução de cordões, estrelas e âncoras, elementos decorativos que eram colocados nas imagens. Ao fim de dois anos de formação, o aprendiz já era capaz de desbastar uma imagem, desde que a mesma não fosse muito complicada, e passava, regra geral, a ajudante. Apenas quando o ajudante fosse capaz de produzir na íntegra uma imagem, ao fim dos tais quatro a cinco anos, é que ascendia à categoria de oficial (de 3.ª), considerando-se que o mesmo tinha concluído a sua aprendizagem de base. Nesta fase, o rosto das imagens ainda ficava ao cuidado do Mestre da Oficina ou de outro oficial mais experiente. Conforme a habilidade e a evolução demonstradas, o oficial ia subindo de categoria, passando de oficial de 3.ª a oficial de 2.ª e finalmente a oficial de 1.ª. Convém referir que a diferentes categorias correspondiam diferentes vencimentos e que era o Mestre da Oficina que atribuía as classificações a quem lá trabalhava. Podemos considerar que o Victor foi um privilegiado, pois teve, como Mestre, Amálio Maia, que foi um dos mais conceituados escultores santeiros do século XX. Ao fim de quatro anos na oficina, o Victor já era capaz de produzir na íntegra uma imagem de Cristo. Com o tempo foi evoluindo e começando a esculpir, do princípio ao fim, imagens de santas, santos e virgens. No entanto, na oficina nunca teve oportunidade de esculpir rostos de imagens de grandes dimensões, pois esse serviço era efetuado unicamente pelo pai.
Dois anos após o casamento, o Victor abandona a oficina do pai e começa a trabalhar por conta própria. Começou por esculpir algumas imagens, inicialmente em madeira, que mais tarde vendia na cidade do Porto, nas várias casas de artigos religiosos que existiam na altura. Da madeira passa rapidamente para o marfim, matéria-prima na qual se especializou e nunca mais abandonou. Convém referir que, na altura, contrariamente ao que acontece na atualidade, o comércio de marfim não só era permitido como era perfeitamente legal. Graças à qualidade e à perfeição das obras executadas, o seu nome começa a ser conhecido no ramo, começando as encomendas e os clientes a aparecerem em quantidade.
Em determinada altura, talvez nos finais dos anos sessenta, começou a ser procurado por alguns antiquários que pretendiam que efetuasse restauros em imagens antigas de marfim. Havia, no entanto, um problema que obstava a isso! É que, com o tempo, o marfim vai adquirindo uma coloração especial, passando de branco a um tom amarelado, vulgarmente designado como patine, que lhe confere um aspeto muito característico. Criativo e imaginativo, Victor Ferreira Maia tanto magicou e experimentou que descobriu uma técnica de envelhecimento do marfim, autêntica máquina do tempo, que lhe granjeou fama em todo o país e que a todos deixava boquiabertos. Era frequente, quando os clientes vinham buscar as peças restauradas, indagarem-se sobre qual a mão ou o braço que tinha sido restaurado, tal era a perfeição e a semelhança da parte restaurada com o resto da imagem.
O patinado confere às imagens de marfim um outro tipo de beleza, mais apelativo, mais apreciado e mais procurado. Como o Victor, quase sempre, efetuou cópias e réplicas de imagens dos séculos XV, XVI, XVII e XVIII, a combinação era perfeita, passando os clientes a exigirem patine nas obras e a pagarem um excedente por isso.
Com o declínio do comércio religioso, o Victor passa a receber encomendas exclusivamente de antiquários e particulares. Para percebermos esta opção, interessa referir que os honorários auferidos com os trabalhos em marfim eram superiores ao dos trabalhos em madeira e que, dado o elevado custo da matéria-prima, a venda de artigos em marfim nas casas religiosas não fazia qualquer sentido.
Com o 25 de Abril de 1974, milhares de portugueses que residiam nas ex-colónias voltam novamente a Portugal. Era o fenómeno dos retornados, como foi designado na altura. Muitos dos retornados, aqueles que tiveram tempo e oportunidade, na impossibilidade de trazerem a maior parte dos bens que lá possuíam, trocaram esses bens por marfim, sob a forma de dentes de elefante, que trouxeram para Portugal. Nessa altura, através de anúncios do tipo compra-se marfim, o Victor adquiriu grande quantidade de marfim, facto esse que tornou possível que nunca lhe tenha faltado matéria-prima para as suas obras. Em determinada altura da sua produção, eram tantos os clientes e as encomendas que era frequente o Victor entregar a outros santeiros o desbaste das peças que, depois, aprimorava e concluía com o seu toque de genialidade, principalmente a nível do rosto. Efetuava o que poderia ser designado como o toque final do Mestre.
Foi pena que Victor Maia nunca tenha dado asas à imaginação e criatividade e se tenha limitado, como já referimos anteriormente, apenas a efetuar cópias e réplicas de outras imagens, servindo-se para isso de modelos já existentes, dos próprios originais ou mesmo de fotografias. A única exceção foi uma caneca em marfim, produzida nos finais dos anos sessenta. Tendo perdido as fotos do cliente, que lhe serviam de modelo, o Victor viu-se obrigado a usar a sua criatividade para terminar a peça, com resultados excelentes, que originaram uma obra-prima magnífica, única no mundo.

## Produção Artística
Pessoa calma, paciente, pacata e afável, Victor Ferreira Maia nunca gostou de protagonismos nem de grande notoriedade. Apesar de muitas vezes solicitado, participou apenas nas seguintes exposições públicas e coletivas: em 1971, participou na Carruagem Branca, exposição organizada por The Portuguese Exporter. Esta exposição foi efetuada num comboio que percorreu todo o país; em 1973, participou na Exposição de Arte Sacra, na igreja Conventual de Moreira da Maia; em 1989, participou na exposição de Esculturas em Madeira, Pedra e Marfim, na Quinta da Gruta, no Castelo da Maia e, em 2002, participou na exposição A Tradição dos Escultores Santeiros nas Terras da Maia, patente ao público no salão nobre da Associação Humanitária dos Bombeiros Voluntários de Moreira da Maia. Nesta exposição, foi feita uma homenagem, a título póstumo, a seu pai, Amálio Maia. Foi também feita a apresentação do livro Amálio Maia – O Homem e o Escultor. 

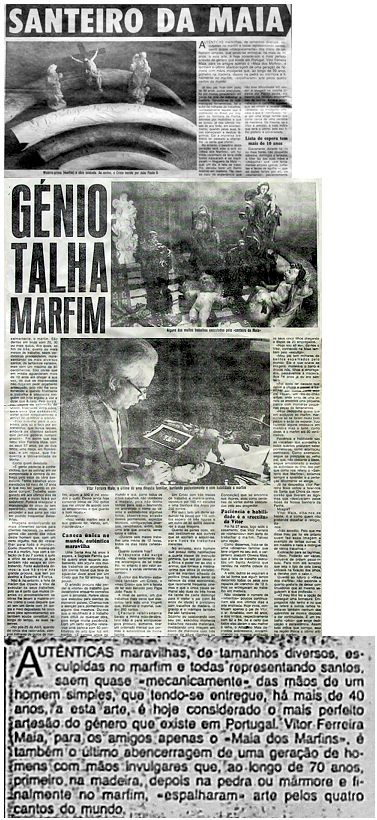
Notícia publicada no jornal " A Capital", em 17 de maio de 1984.

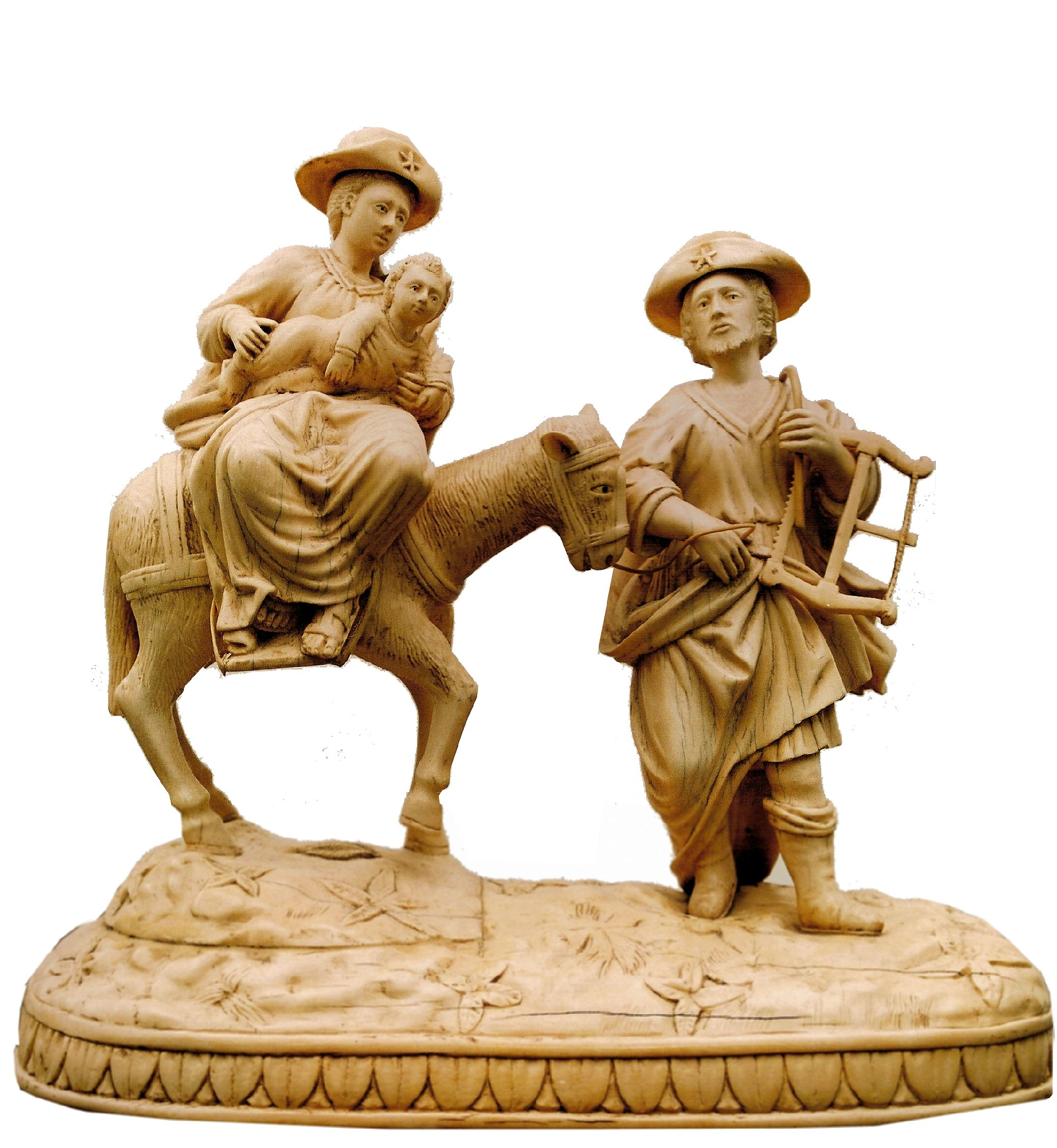
Fuga para o Egipto - Escultura de Victor Maia, 2006.

Em 17 de maio de 1984, o jornal A Capital publicou um artigo sobre Victor Ferreira Maia, com o título Santeiro da Maia - Génio Talha Marfim. Este artigo dá a conhecer alguns aspetos sobre a vida do artista, nomeadamente as suas origens, a família, métodos e materiais de trabalho, clientes e carteira de encomendas.
Em julho de 1996, a Arca das Notícias, jornal escolar da Escola EB 2,3 de Nogueira da Maia, publica uma entrevista sua. Nesta entrevista, Victor Ferreira Maia deixa a seguinte mensagem para os alunos: Aprender é importante. Morre-se a aprender.

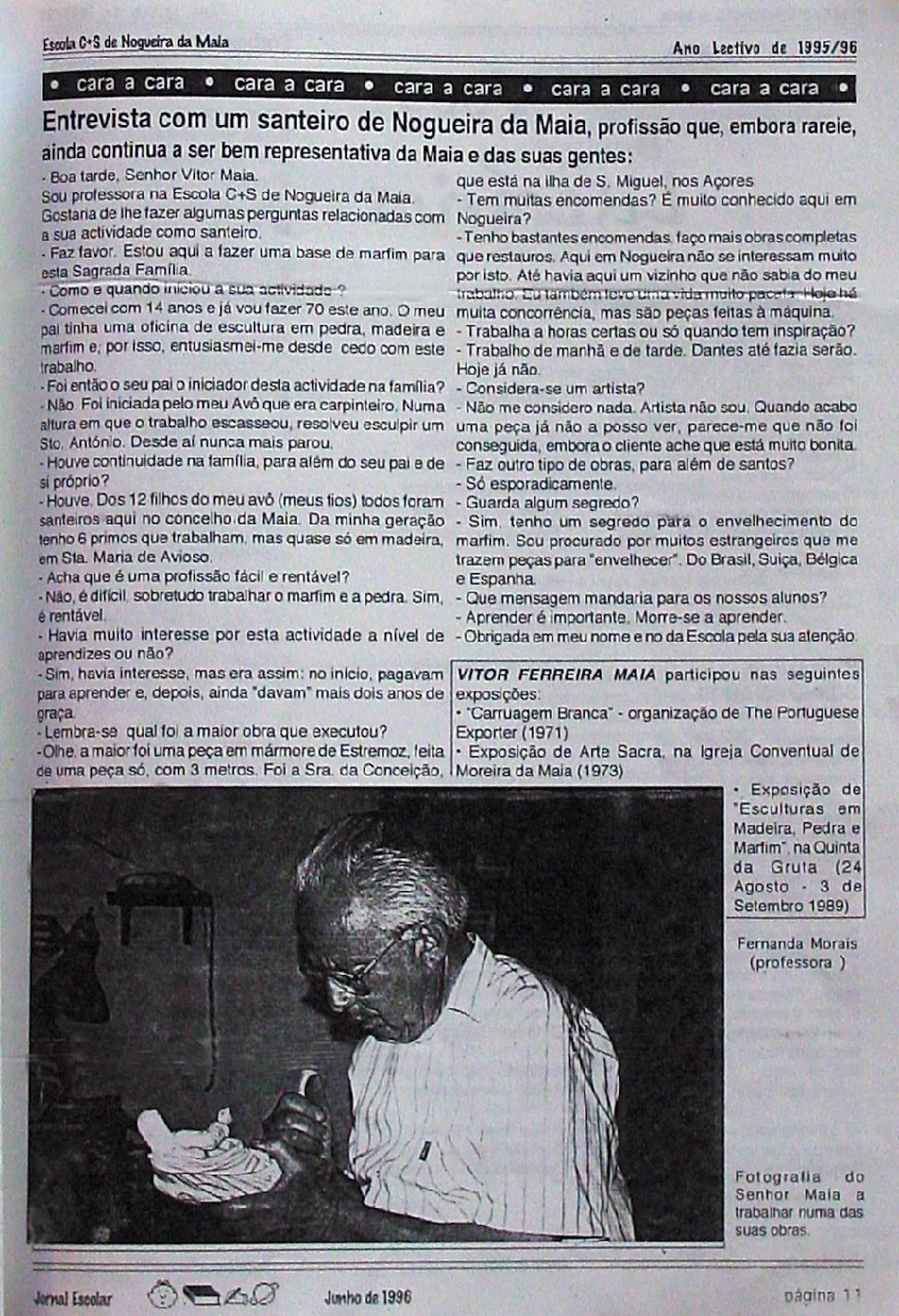
Notícia publicada no jornal escolar "Arca de Notícias", em julho de 1996.

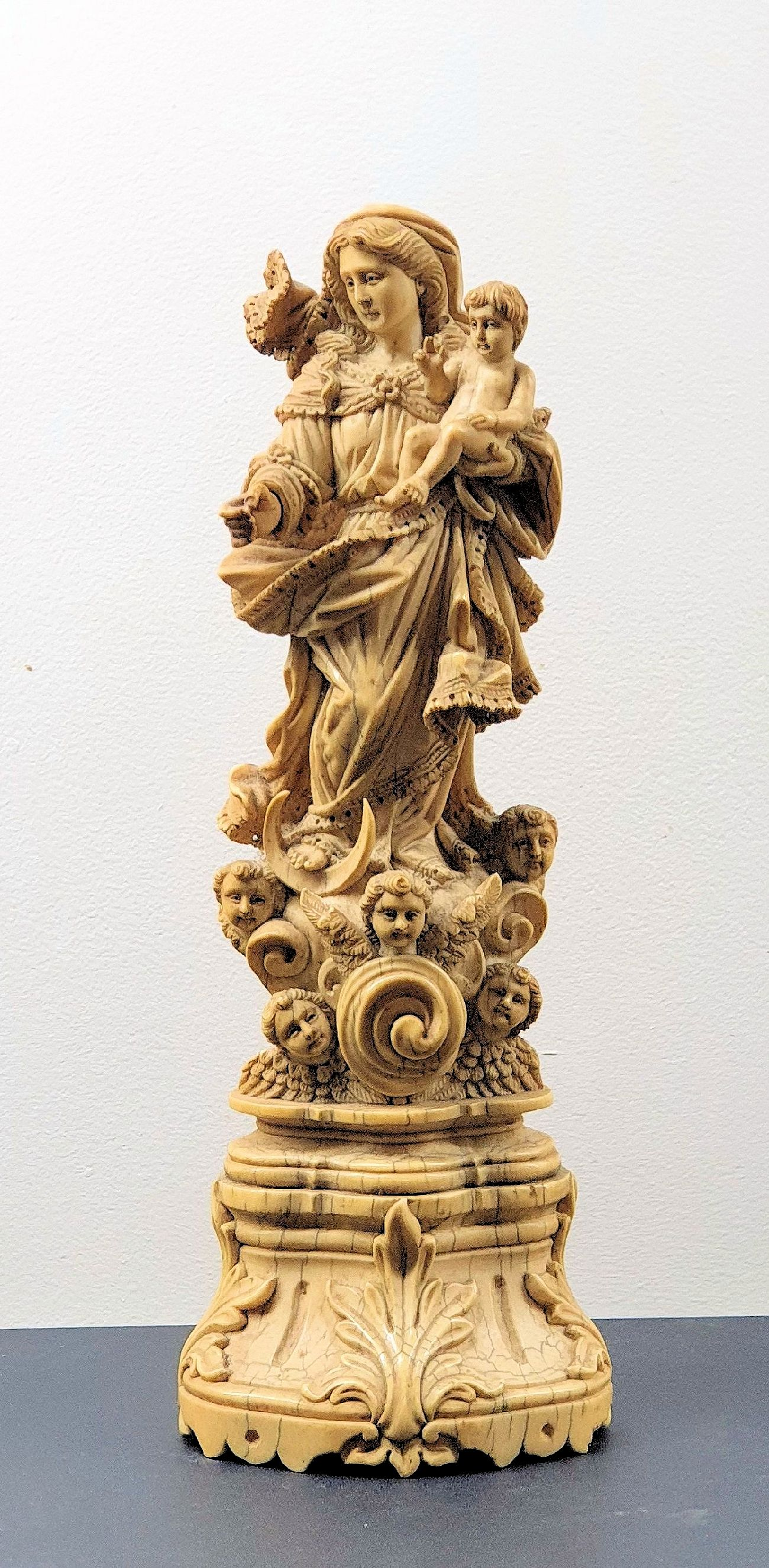
Nossa Senhora da Conceição - Escultura de Victor Maia, 1992.

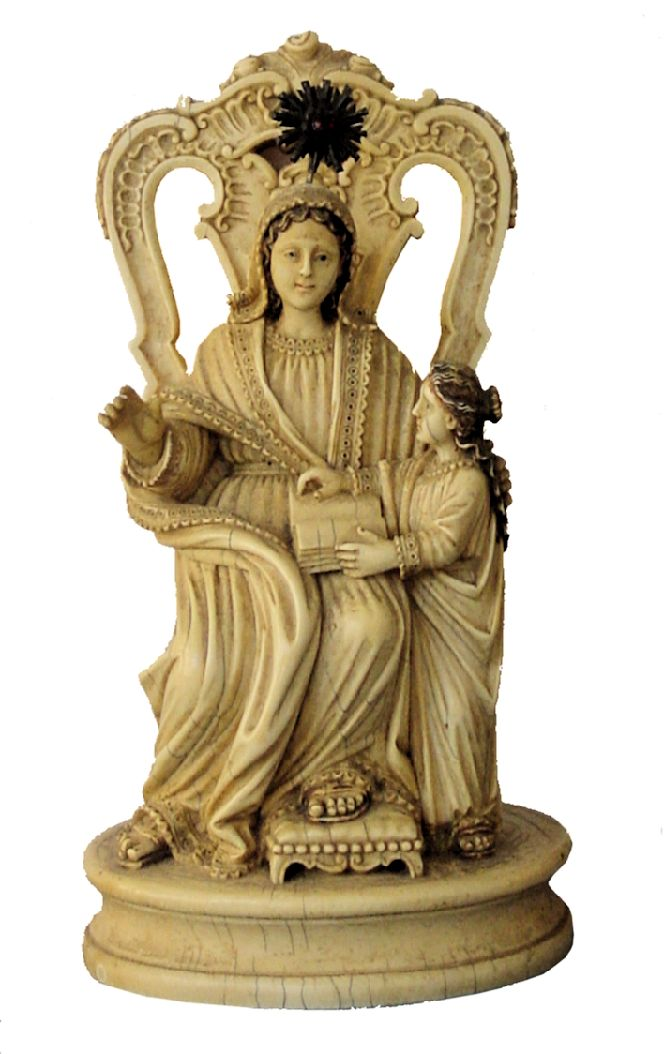
Santa Ana - Escultura de Victor Maia 1995.

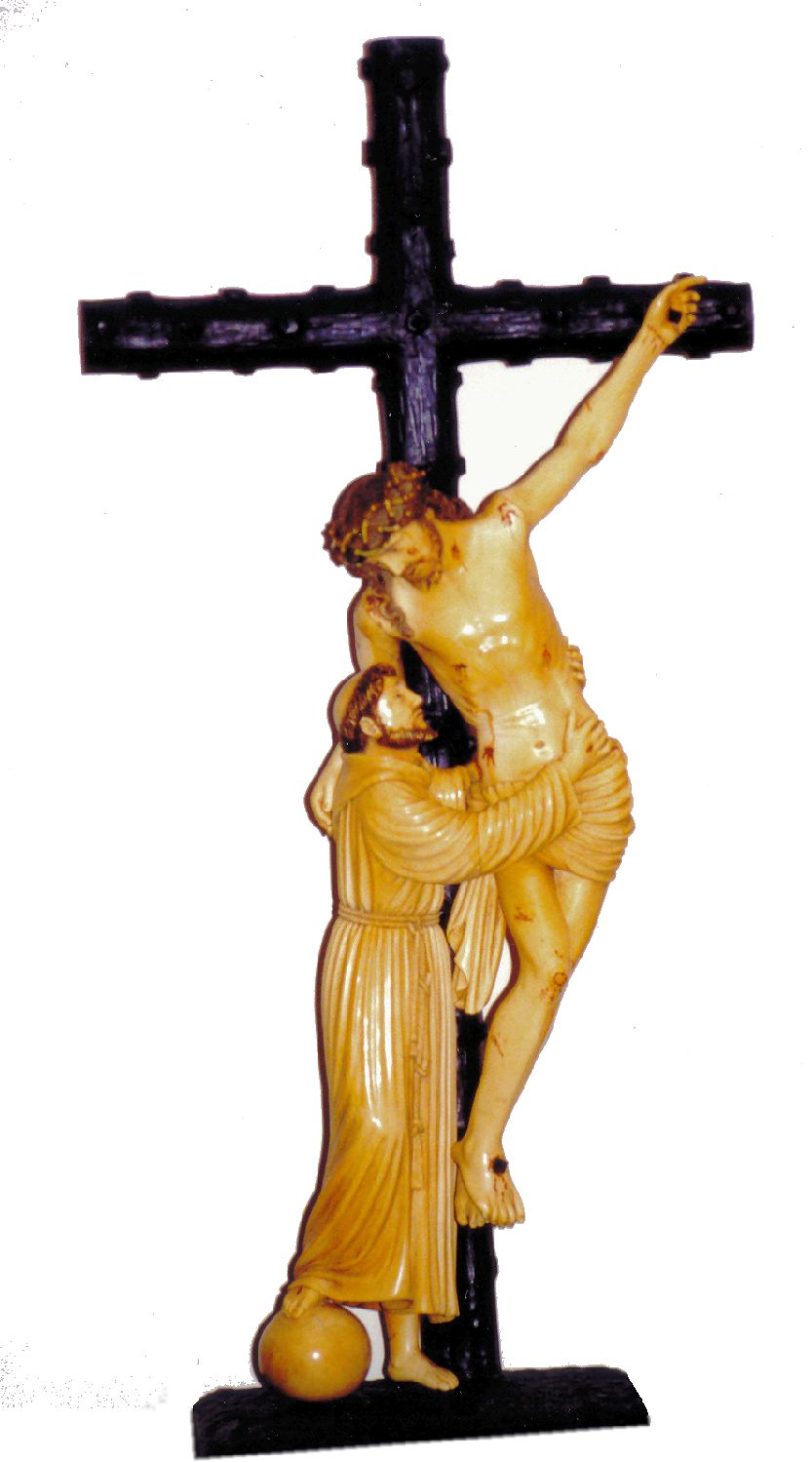
. Francisco ajuda Cristo a descer da Cruz. Escultura de Victor Maia, 2000.

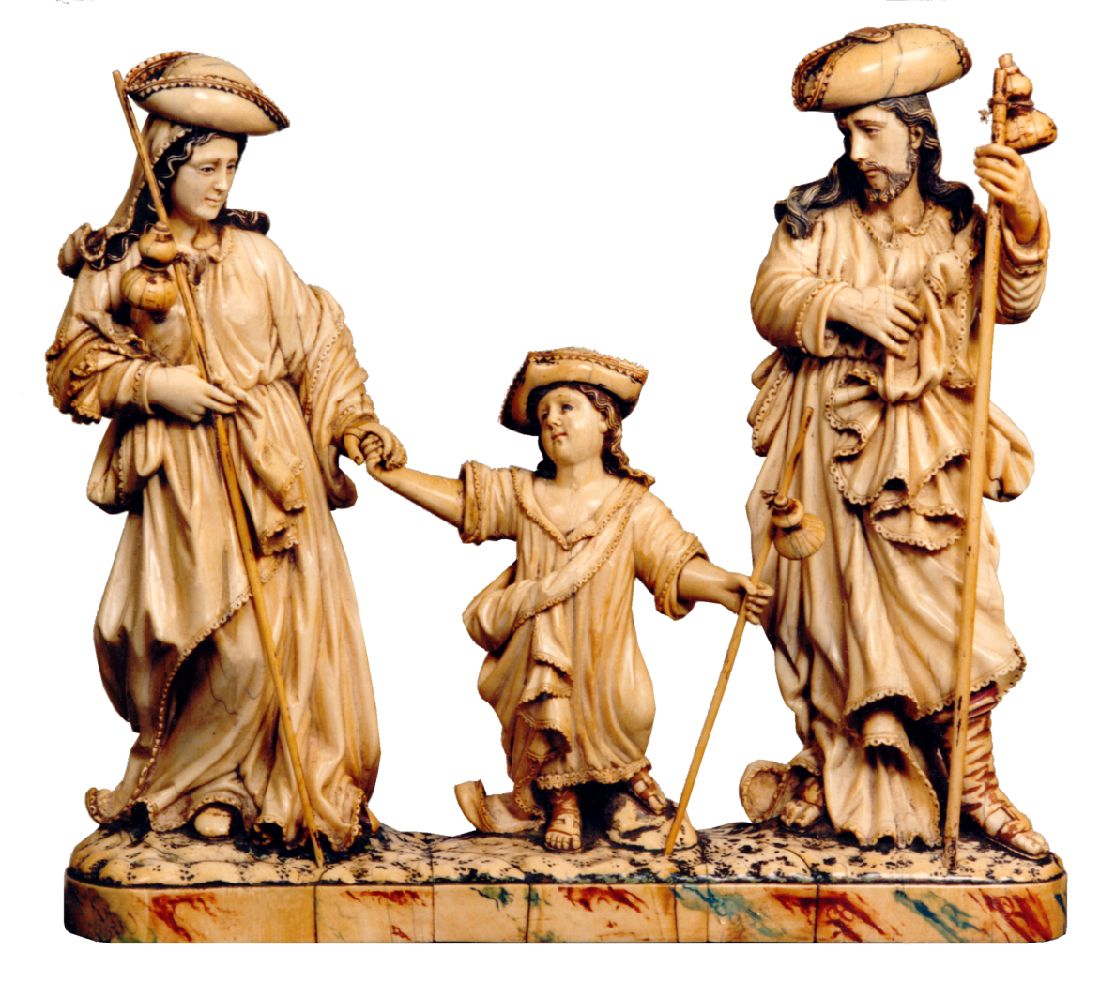
Sagrada Família - Escultura de Victor Maia, 1986.